# Tovaria
Tovaria is de botanische naam van een geslacht van twee soorten bedektzadige planten uit tropisch en subtropisch Amerika.
Het geslacht vormt in zijn eentje wel de familie Tovariaceae, erkend door het APG II-systeem (2003) en daarvóór in het Cronquist systeem (1981). Historisch bezien is het genus ook wel ingedeeld geweest in de familie Capparaceae.